# USS LST-451
O USS LST-451 foi um navio de guerra norte-americano da classe LST que operou durante a Segunda Guerra Mundial.